# Norman Schwarzkopf Sr.

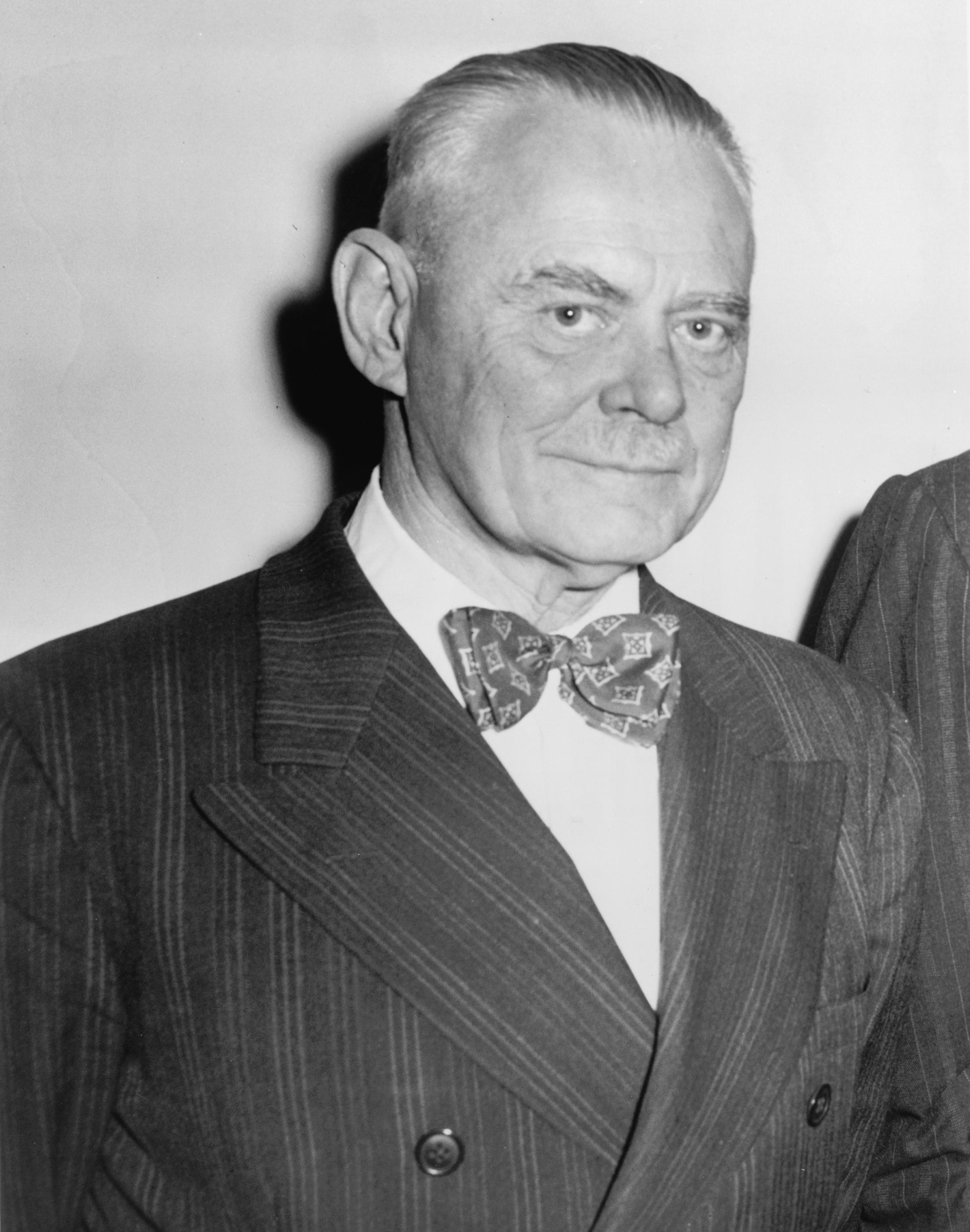
Portrait officiel du colonel Herbert Norman Schwarzkopf (badge n° 1), 1er surintendant de la New Jersey State Police.

Pour les articles homonymes, voir Herbert Norman Schwarzkopf et Schwarzkopf.
Herbert Norman Schwarzkopf (28 août 1895 - 25 novembre 1958) est le premier surintendant de la police de l'État du New Jersey. Il est surtout connu pour son implication dans l'affaire de l'enlèvement de Lindbergh. Il est le père du général Norman Schwarzkopf Jr., commandant de toutes les forces de la coalition pour l'opération Bouclier du désert/Tempête du désert.

## Biographie

### Les débuts de la vie
Schwarzkopf est né à Newark, dans le New Jersey, de Julius George Schwarzkopf et d'Agnes Sarah Schmidt, originaires d'Allemagne. Diplômé du lycée Barringer, il est nommé par l'honorable Walter I. McCoy, juge de la Cour suprême à Washington D.C. à l'Académie militaire des États-Unis à West Point, où il obtient son diplôme en 1917.
La promotion de Schwarzkopf à West Point a produit plus de 55 futurs officiers généraux, dont deux chefs d'état-major de l'armée de terre - Joseph L. Collins et Matthew B. Ridgway. Parmi ses autres camarades de classe, citons : Clare H. Armstrong, Aaron Bradshaw Jr., Mark W. Clark, John T. Cole, Norman D. Cota, John M. Devine, William W. Eagles, Theodore L. Futch, Charles H. Gerhardt, Augustus M. Gurney, Ernest N. Harmon, William Kelly Harrison Jr., Robert W. Hasbrouck, Frederick A. Irving, Laurence B. Keiser, Charles S. Kilburn, Bryant E. Moore, Daniel Noce, Onslow S. Rolfe, Albert C. Smith, Raymond E. S. Williamson, George Douglas Wahl et George H. Weems.

### Service militaire
Il participe à la Première Guerre mondiale.
Après avoir été nommé sous-lieutenant (second lieutenant) dans la cavalerie, Schwarzkopf est envoyé en Europe dans le cadre des forces expéditionnaires américaines (American Expeditionary Force). Il a été aspergé de gaz moutarde, ce qui l'a rendu vulnérable aux maladies respiratoires pour le reste de sa vie. Pendant l'occupation, il sert en tant que prévôt, en partie grâce à ses talents d'organisateur et en partie grâce à sa maîtrise de l'allemand, en raison de ses origines allemandes.

### Police de l'État du New Jersey
De retour aux États-Unis avec le grade de colonel, Schwarzkopf est nommé en 1921 par le gouverneur du New Jersey, Edward I. Edwards, à la tête de la toute nouvelle police d'État du New Jersey (New Jersey State Police). Il forme personnellement les 25 premiers policiers d'État et organise la police d'État en deux troupes : une troupe du nord, utilisant des motocyclettes, pour patrouiller les réseaux de narcotiques, de whisky, de rhum et de jeu contrôlés par la mafia dans la région de New York ; et une troupe du sud, avec des policiers à cheval, pour réprimer les vendeurs de liqueur de lune. Il quitte la police en 1936 après avoir été relevé de ses fonctions par un gouverneur avec lequel il s'opposait fréquemment.

#### Enlèvement de Lindbergh
Dans la soirée du 1er mars 1932, le colonel Schwarzkopf, alors âgé de 37 ans et premier chef de la police d'État du New Jersey, fait partie des fonctionnaires appelés à se rendre à East Amwell, résidence de Charles Lindbergh, à la suite de l'enlèvement de son fils de 20 mois, Charlie. Il arrive sur les lieux avec son second, le major Charles Schoeffel, et établit un poste de commandement dans le garage pour trois voitures situé du côté de la maison de Lindbergh, en face de la chambre d'enfant, mais il se trouve dans l'impossibilité de protéger la zone de toute contamination.
L'enquête a été compliquée par le fait que Lindbergh, qui contrôlait tout, utilisait sa notoriété et son influence pour exercer son autorité, ce qui signifiait que Schwarzkopf devait essentiellement travailler autour de lui, même s'il était ostensiblement chargé de l'enquête, un fait pour lequel Schwarzkopf a été critiqué par des experts tels que le profileur du FBI et l'auteur John E. Douglas. Schwarzkopf a demandé une liste de tous les employés qui ont travaillé dans la maison de Lindbergh, qui a été construite après la naissance de Charlie, ainsi que ceux qui ont travaillé dans la maison et à Next Day Hill, la propriété palatiale d'Englewood des beaux-parents de Lindbergh, Dwight ret Elizabeth Morrow, où les Lindbergh ont séjourné pendant la semaine précédant l'achèvement de leur propre maison.
Bien qu'ils n'aient séjourné dans la maison inachevée que le week-end, ils ne sont pas retournés à Next Day Hill le mardi 1er mars, car Charlie était malade. Schwarzkopf pense que les ravisseurs sont locaux et non professionnels, en raison de leur familiarité apparente avec la maison des Lindbergh, de l'emplacement de la chambre d'enfant dans laquelle le bébé Charlie a été enlevé et de la demande de rançon relativement modeste de 50 000 dollars.

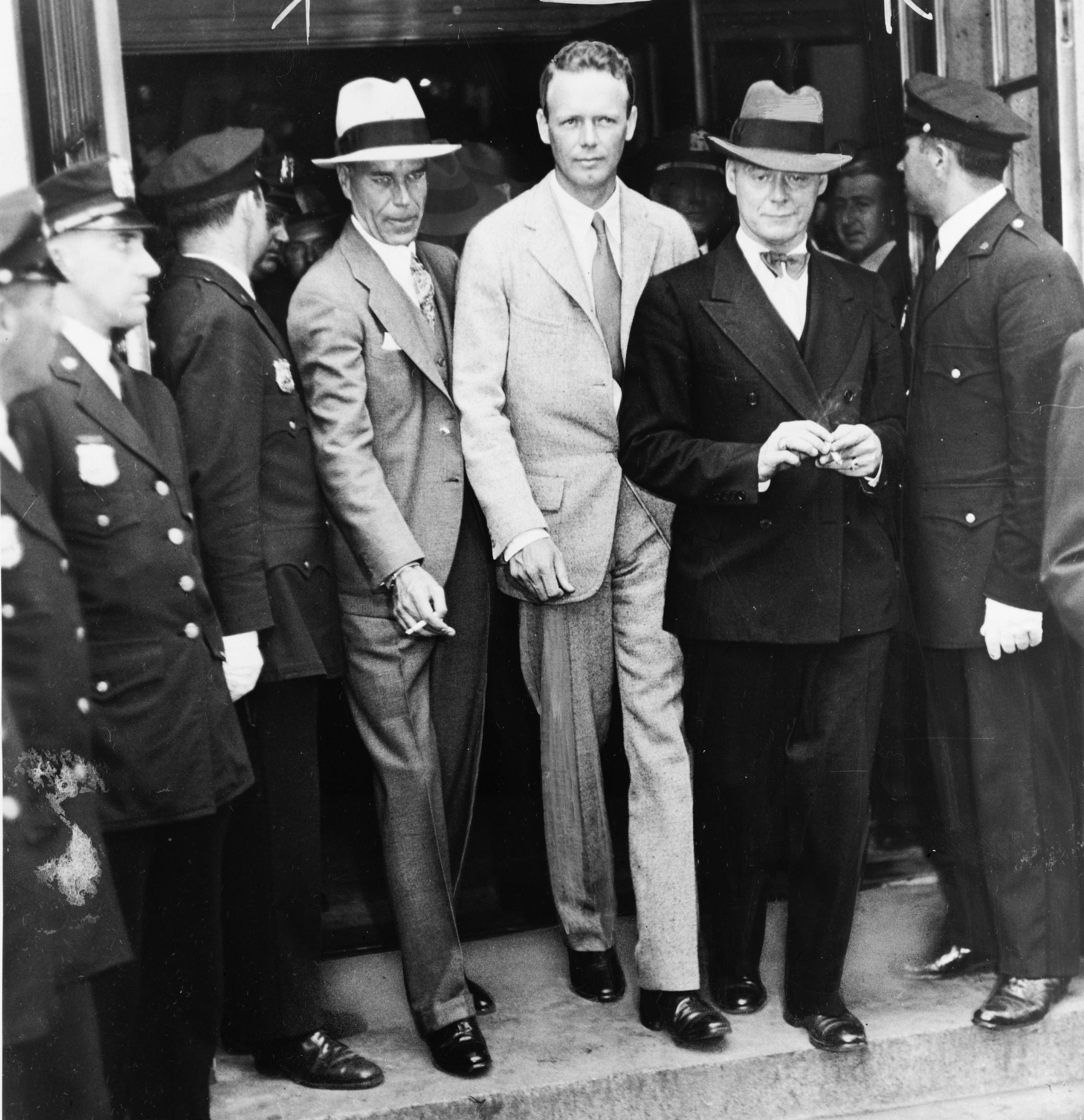
Le colonel Schwarzkopf (à droite) avec Charles Lindbergh, après le témoignage devant le grand jury.

Schwarzkopf soupçonne l'implication d'un gang, l'enlèvement étant une activité criminelle courante pendant la Grande Dépression, et souhaite contacter des membres de la pègre, mais au cours de l'enquête, John F. Condon, un instituteur retraité du Bronx âgé de 72 ans, devient l'intermédiaire entre Lindbergh et les ravisseurs après avoir passé une annonce dans le Home News, à laquelle les ravisseurs répondent. Schwarzkopf voulait placer un traceur sur le téléphone de Condon, mais Lindbergh lui a donné tort, et la mise en place d'un piège aurait été rendue difficile, voire impossible, par la gestion de l'affaire par Lindbergh.
Schwarzkopf a accepté à contrecœur de tenir les forces de l'ordre à l'écart de la remise de la rançon. Bien que l'homme à qui Condon a remis l'argent de la rançon au cimetière Saint Raymond (Saint Raymond's Cemetery) dans le Bronx le 2 avril ait donné à Condon une note décrivant un bateau où Charlie pourrait être trouvé, ce bateau n'a pas été trouvé. Lorsque le corps squelettique de Charlie a été découvert par un chauffeur de camion le 12 mai, Schwarzkopf a inspecté la tombe peu profonde, à 7 km de la maison des Lindbergh, dont les lumières étaient visibles depuis le site. Après avoir identifié le cadavre comme étant celui de Charlie et déterminé, au vu de l'état de décomposition, qu'il avait été tué immédiatement après l'enlèvement, Schwarzkopf a informé la nourrice de Charlie, Betty Gow, et Elizabeth Morrow, qui ont à leur tour informé la mère de Charlie, Anne Lindbergh. Charles Lindbergh n'avait plus besoin de contrôler l'affaire et, alors que l'affaire remontait à plusieurs mois et que les pistes s'étaient refroidies, Schwarzkopf était la cible de critiques généralisées et récurrentes. Après le suicide de Violet Sharpe, une domestique des Morrow qui avait eu un comportement suspect avant l'incident et pendant l'enquête, certains, comme la sœur de Violet, Emily Sharpe, ont accusé Schwarzkopf et l'enquêteur de la police de Jersey City Harry Walsh de l'avoir harcelée à mort par leurs interrogatoires musclés, mais des experts comme Douglas ont contesté cette notion.
Pour tester la théorie de l'enlèvement et du meurtre du bébé, Schwarzkopf a fait construire des copies de l'échelle de fortune utilisée pour accéder à la fenêtre de la chambre de Charlie, située au deuxième étage, et de la lettre de demande de rançon, et a reconstitué le crime lui-même. Schwarzkopf, qui pesait 75 kg, a transporté un sac de sable du même poids que Charlie le long de l'échelle, et lorsqu'il a posé le pied sur le barreau le plus haut de la partie inférieure de l'échelle en bois (qui, comme la vraie, était composée de deux sections articulées et d'une troisième fixée sur les lieux du crime), le rail latéral s'est fendu, tout comme sur la vraie échelle. Schwarzkopf a laissé tomber le sac, qui a heurté le rebord de fenêtre en ciment de la bibliothèque, faisant écho à la fracture massive du crâne qui a été la cause de la mort de Charlie. Schwarzkopf a fait envoyer les communications écrites à des graphologues, qui ont conclu qu'elles avaient toutes été écrites par une seule personne, très probablement d'origine allemande.
Fin 1932, Schwarzkopf a été contacté par le psychiatre new-yorkais Dudley D. Schoenfeld, qui a conclu, à partir des notes écrites du ravisseur, que celui-ci était un Allemand de 40 ans, enclin à la mécanique, souffrant de démence paralytique, causée par un sentiment d'impuissance ; cette conclusion est aujourd'hui considérée comme un premier exemple impressionnant de profilage criminel. Schwarzkopf a également fait analyser des morceaux de l'échelle par le spécialiste du bois Arthur Koehler, qui a déterminé, à partir de quatre trous de clous supplémentaires, que le rail seize de l'échelle, contrairement au bois utilisé pour fabriquer le reste de l'échelle, avait été utilisé auparavant à d'autres fins. Koehler a supposé que le ravisseur s'était trouvé à court de bois et avait cannibalisé le bois disponible pour ce rail, ce qui expliquait la disparité. Koehler conclut le 19 novembre 1933 que les rails latéraux douze à quinze provenaient de la National Lumber and Millwork Company dans le Bronx.
L'enquête sur les billets de la rançon retrouvés en circulation conduit à l'arrestation, le 19 septembre 1934, de Bruno Hauptmann, un charpentier allemand de 35 ans qui avait travaillé à la National Lumber and Millwork, située à dix pâtés de maisons du domicile de Hauptmann. En comparant les motifs du grain et les trous de clous, Koehler a déterminé que le rail 16 avait été retiré du grenier de Hauptmann, où il manquait une lame de plancher, et qu'il présentait des trous de clous dans quatre joints successifs, là où il aurait été enfoncé à coups de marteau. Hauptmann est jugé et condamné pour meurtre et exécuté le 3 avril 1936.

### Retour dans l'armée américaine
En 1936, Schwarzkopf est renvoyé de la police de l'État du New Jersey à la suite d'un conflit de personnalité avec le gouverneur Harold G. Hoffman  et devient pendant une courte période narrateur de l'émission de radio Gang Busters (on peut l'entendre dans l'épisode du 28 mars 1941 intitulé "The Case of the Nickel and Dime Bandits") avant de reprendre du service actif dans l'US Army au début de la Seconde Guerre mondiale,.
Schwarzkopf est affecté en Iran en 1942 grâce aux efforts de Mohammad Vali Mirza Farman Farmaian et est chargé d'organiser la police nationale iranienne après l'intervention britannico-soviétique qui fait de l'Iran un protectorat allié. Ses recrues, la Gendarmerie, participent activement à la répression de la tentative de déstabilisation de l'Iran inspirée par les Soviétiques en soutenant les séparatistes d'Azerbaïdjan et de Mahabad. Pour son travail en Iran, Schwarzkopf a reçu la Army Distinguished Service Medal (médaille du service distingué de l'US Army).
Après la Seconde Guerre mondiale, il est promu brigadier général (général de brigade) et, à la fin des années 1940, il est envoyé dans l'Allemagne occupée pour servir de prévôt pour l'ensemble du secteur américain.
Avant de prendre sa retraite de l'armée en 1953 avec le grade de major général (général de division), Schwarzkopf est envoyé par la Central Intelligence Agency (CIA) dans le cadre de l'opération Ajax (nom correct TPAjax, TP signifiant Parti Tudeh d'Iran soutenu par l'Union soviétique), pour convaincre le monarque iranien en exil, le Shah Mohammad Reza, de revenir au pays et de prendre le pouvoir. Schwarzkopf est allé jusqu'à organiser les forces de sécurité qu'il avait formées pour soutenir le Shah et, ce faisant, il a contribué à former ce qui est devenu plus tard la SAVAK,.
Schwarzkopf est nommé par le gouverneur du New Jersey Robert B. Meyner pour "examiner et enquêter sur la gestion de Harold G. Hoffman", ancien gouverneur de l'État et directeur de la division de la sécurité de l'emploi. Schwarzkopf et Hoffman sont tous deux des membres actifs du Club des aventuriers de New York (Adventurers' Club of New York).

### Décès
Le major-général Schwarzkopf meurt en 1958 des suites d'un cancer du poumon et est enterré au cimetière de West Point, dans l'enceinte de l'Académie militaire des États-Unis.

### Vie privée
Schwarzkopf a été marié à Ruth Alice (née Bowman) (1900-1976), une infirmière diplômée de Virginie occidentale,,,. Ruth était une femme au foyer qui avait un lien de parenté lointain avec Thomas Jefferson. Ensemble, ils ont eu un fils, Norman Schwarzkopf Jr, et deux filles, Sally et RuthAnn,,,.
Schwarzkopf était franc-maçon. Il était membre de la St. John's Lodge #1 de Free and Accepted Masons, Newark, New Jersey, où il a été élevé au degré sublime de maître maçon.

## Décorations
- Army Distinguished Service Medal
- Purple Heart

World War I Victory Medal avec 4 service stars
- Army of Occupation of Germany Medal
- American Defense Service Medal
- American Campaign Medal

European-African-Middle Eastern Campaign Medal avec 4 service stars
- World War II Victory Medal
- Army of Occupation Medal avec barrette "Germany"
- National Defense Service Medal

## Source
- (en) Cet article est partiellement ou en totalité issu de l’article de Wikipédia en anglais intitulé « Norman Schwarzkopf Sr. » (voir la liste des auteurs).